# IF Aros
IF Aros IF var en idrottsförening från Västerås som var verksam inom bandy, fotboll och ishockey.
I ishockey spelade man i Västmanlandsserien från starten 1938 då man slutade på en andraplats. 1938/39 vann man serien och den följande säsongen placerade man sig på andraplatsen för att återigen vinna serien 1940/41. Den andra segern gjorde att man kvalificerade sig för Division II när den grundades säsongen 1941/42. Där vann man Division II Centrala och kvalade till högsta serien, men utan att lyckas gå upp. Laget spelade kvar ytterligare två säsonger i Division II men försvinner sedan från resultatlistorna.